# 德桑帕拉迪托斯區
德桑帕拉迪托斯區（西班牙語：Desamparaditos），是哥斯達黎加的一個區，位於該國中部聖何塞省，面積6.64平方公里，海拔高度618米，2011年人口666，人口密度每平方公里100.30人。